# سميث (لاعب كريكت بريطاني)
سميث (1795 بإنجلترا في المملكة المتحدة - ) (بالإنجليزية: Smith)‏ هو لاعب كريكت بريطاني. لعب مع Godalming Cricket Club ‏.